# Música para cuerda, percusión y celesta
Música para cuerda, percusión y celesta (Musik für Saiteninstrumente, Schlagzeug und Celesta) - Sz. 106, BB 114 - es una de las obras más conocidas del compositor húngaro Béla Bartók.  Encargada por Paul Sacher para celebrar el décimo aniversario de su Orquesta de Cámara de Basilea, la partitura está fechada el 7 de septiembre de 1936, y su estreno se produjo en Basilea el 21 de enero de 1937 por la orquesta dedicataria, dirigida por el propio Sacher.

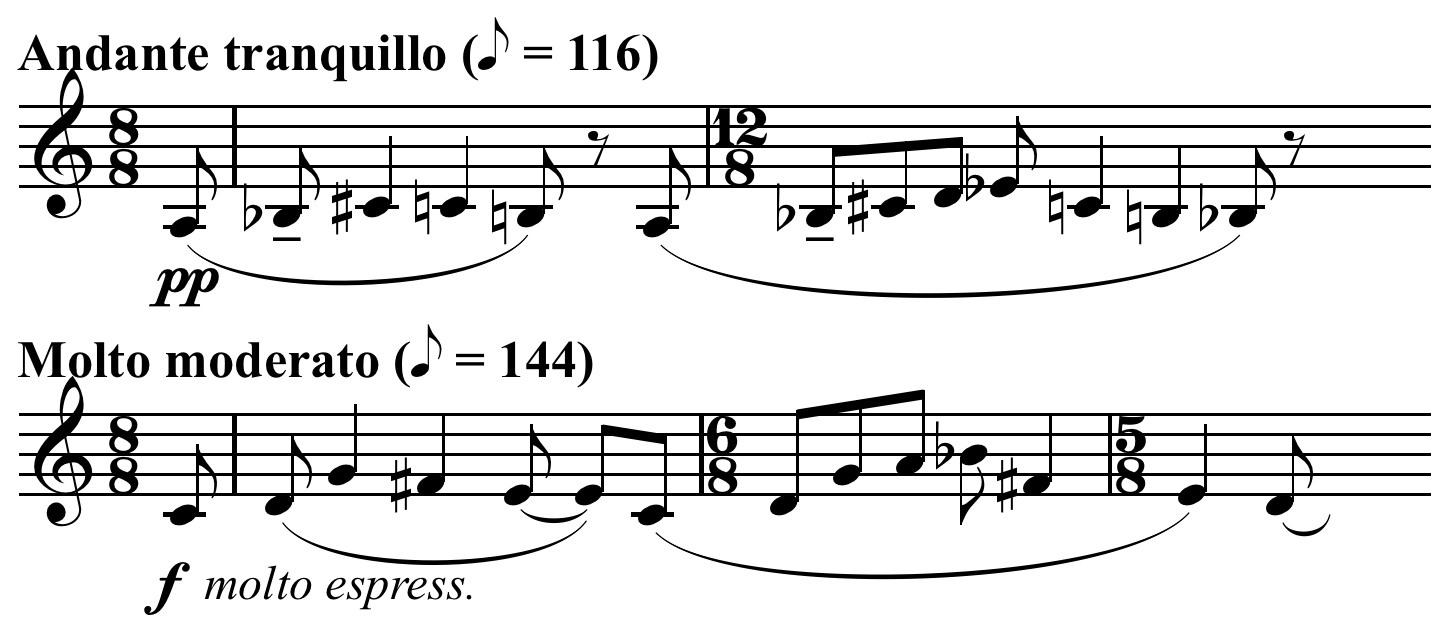
Muestra (solfa).

## Orquestación
La orquestación se compone de dos grupos de instrumentos de cuerda (violines, violas, violonchelos y contrabajos), que se dan la réplica entre sí en lados opuestos del escenario, y a la vez se enfrentan con un grupo central integrado por la celesta, un arpa, timbales, percusión (xilófono, caja, bombo, platillos y tam-tam), así como un piano, utilizado principalmente en funciones percusivas. La disposición espacial enfrentada de los dos grupos de cuerda permite al compositor utilizar efectos estereofónicos, particularmente perceptibles en los movimientos segundo y cuarto. 

## Estructura y análisis
La pieza consta de cuatro movimientos, lentos los impares y rápidos los pares, con una duración total de media hora aproximadamente:
1. Andante tranquillo
2. Allegro
3. Adagio
4. Allegro molto

El primer movimiento es una fuga lenta, cuyos compases cambian constantemente. Está basado alrededor de la nota la, con la que empieza y concluye el movimiento, cuya estructura se basa, como en otras composiciones del autor, en proporciones relacionadas con el número de oro. Comienza  con las cuerdas en sordina, y según se incorporan más voces la textura orquestal se hace más densa y la música se torna más fuerte hasta el clímax. Se retiran entonces las sordinas y la música se vuelve gradualmente más tranquila sobre suaves arpegios de la celesta.  El movimiento termina con el tema de la fuga tocado suavemente sobre su inversión.  El material temático de este primer movimiento reaparecerá después de distintas formas en los movimientos finales, sirviendo de nexo a toda la obra.
El segundo movimiento es rápido, con un tema en compás de 2/4, que se transformará en 3/8 hacia el final. Se caracteriza por los fuertes acentos sincopados del piano y de la percusión, en una danza vertiginosa, que evoluciona en una extensa sección en pizzicato, con una conclusión al modo de un concierto para piano.

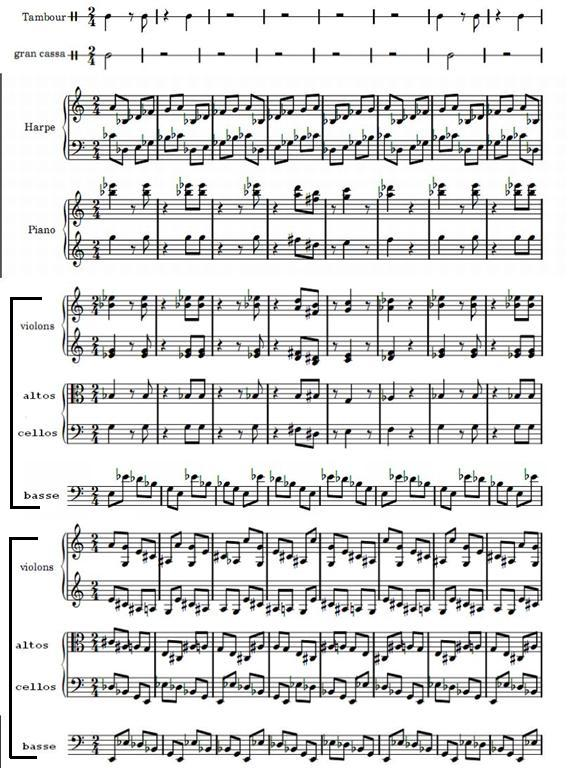
Parte del segundo movimiento: del compás 200 al 207.

El tercer movimiento es sin duda el más original: un nocturno lento, característico del autor, y presenta glissandi de los timbales, lo que en la fecha de composición de la obra era una técnica poco usual, así como una intervención prominente del xilófono. Las cinco secciones del movimiento están ligadas por las cuatro frases del tema del primer movimiento, expresando así la continuidad de la obra.
El último movimiento comienza con notas en los timbales y pizzicati rasgueados de las cuerdas y tiene el carácter de una vivaz danza campesina. En la coda aparece de nuevo el tema de la fuga delprimer movimiento con los intervalos literalmente doblados.
En el conjunto de la obra puede apreciarse una importante invención rítmica, y un lenguaje cromático de esencia modal (con una nota sirviendo siempre de polaridad al discurso musical); así como la utilización de fuentes folklóricas e impresionistas.
La popularidad alcanzada por la Música para cuerda, percusión y celesta se evidencia en su frecuente utilización en películas y obras de cultura popular. El ejemplo más destacado es la inclusión del tercer movimiento en la banda sonora de  El resplandor (The Shining), la película de Stanley Kubrick.